# Drus (Alps)
Els Drus són una famosa muntanya dels Alps, al massís del Mont Blanc, entre les glaceres d'Argentière i la Mer de Glace.
La seva alçada és modesta, comparada amb altres pics que hi són molt a prop.
Els Drus són formats per dos pics, separats per una bretxa a 3.698 metres, 
- Gran Dru, de 3.754 metres, i
- Petit Dru, de 3.733 metres.

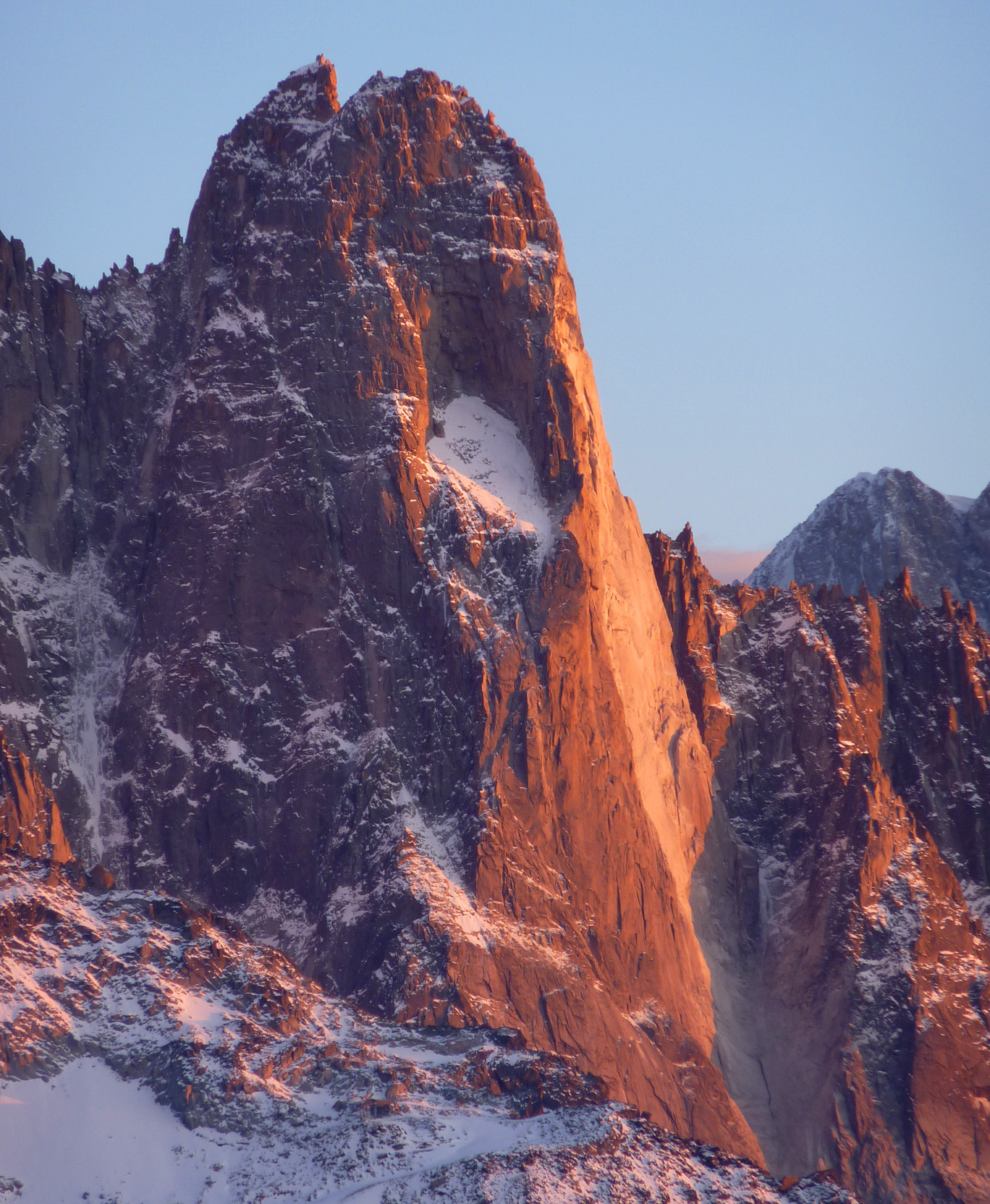
Cara nord dels Drus

Aquest darrer, el Petit, és una espectacular agulla granítica visible des de molts llocs de la vall de l'Arve (al municipi de Chamonix-Mont Blanc) i va atreure ben aviat l'atenció dels afeccionats a un nou esport: l'alpinisme.
Així, la primera ascensió del Petit Dru es va fer el 1879, per part de Jean Charlet-Straton, Prosper Payot i Frédéric Folliguet, una fita d'importantíssim mèrit en aquell moment.
Les vies més freqüentades (molt poc freqüentades, però) són l'anomenada Via Directa Americana, amb una gradació ED (VI), i la Via de la Cara Nord (MD+ (V)). A la base de la muntanya, al vessant de la Mer de Glace i accessible des de l'estació del ferrocarril turístic de Montenvers, es troba el petit refugi de La Charpoua, que conserva actualment l'ambient que devia tenir quan es va construir, als temps dels primers alpinistes.
Roger Frison-Roche, guia de muntanya, explorador i novel·lista, va ambientar en aquest refugi la seva popular obra El primer de la cordada, i al Petit Dru es desencadena el drama encertadament relatat en aquesta novel·la.
El pilar sud-oest, anomenat "Bonatti", i la seva ruta d'escalada homònima (en honor de l'alpinista Walter Bonatti que la va escalar en "solo" el 1955) varen col·lapsar el 2005, en una caiguda de roques que ha deixat la característica enorme "cicatriu" de color gris clar actual.